# Raumanga
Raumanga est une banlieue de la ville de Whangarei dans la région  Northland de l’île du Nord de la Nouvelle-Zélande.

## Municipalités limitrophes
Le principal campus de Northland Polytechnic (en) est situé dans la banlieue de Raumanga.

## Population
La population était de 4 455 habitants lors du recensement de 2013 en Nouvelle-Zélande, en diminution de 285 résidents par rapport à 2006 .

## Éducation
- L’école de «Manaia View School »est une école mixte primaire (allant de l’année 1 à 8) avec un taux de décile de 1 et un effectif de 289 élèves [2]. L’école fut fondée en 2002 par la fusion de  « Raumanga Primary» et de « Middle Schools» [3].